# Генрієтта (Вісконсин)
Генрієтта (англ. Henrietta) — місто (англ. town) в США, в окрузі Ричленд штату Вісконсин. Населення — 435 осіб (2020).

## Демографія
Згідно з переписом 2010 року, у місті мешкали 493 особи в 203 домогосподарствах у складі 148 родин. Було 309 помешкань
Расовий склад населення:
| - 97,8 % — білих - 0,8 % — корінних американців - 0,6 % — чорних або афроамериканців - 0,4 % — азійців |

До двох чи більше рас належало 0,0 %. Частка іспаномовних становила 0,4 % від усіх жителів.
За віковим діапазоном населення розподілялося таким чином: 17,6 % — особи молодші 18 років, 61,7 % — особи у віці 18—64 років, 20,7 % — особи у віці 65 років та старші. Медіана віку мешканця становила 50,2 року. На 100 осіб жіночої статі у місті припадало 108,0 чоловіків;  на 100 жінок у віці від 18 років та старших — 106,1 чоловіків також старших 18 років.
Середній дохід на одне домашнє господарство  становив 68 131 долар США (медіана — 53 500), а середній дохід на одну сім'ю — 79 952 долари (медіана — 67 500). Медіана доходів становила 39 125 доларів для чоловіків та 35 250 доларів для жінок. За межею бідності перебувало 11,0 % осіб, у тому числі 14,3 % дітей у віці до 18 років та 5,9 % осіб у віці 65 років та старших.
Цивільне працевлаштоване населення становило 208 осіб. Основні галузі зайнятості: виробництво — 34,6 %, освіта, охорона здоров'я та соціальна допомога — 24,5 %, роздрібна торгівля — 12,0 %, науковці, спеціалісти, менеджери — 6,7 %.